# Atherigona oryzae
Atherigona oryzae este o specie de muște din genul Atherigona, familia Muscidae, descrisă de Malloch în anul 1925. Conform Catalogue of Life specia Atherigona oryzae nu are subspecii cunoscute.